# 小行星1206
小行星1206（1206 Numerowia）是一颗围绕太阳公转的小行星。1931年10月18日，卡爾·威廉·萊茵姆特在海德堡发现了此天体。
該小行星以俄羅斯天文學家鮑里斯·努米洛夫命名。
这颗小行星的绝对星等为278.7267922061033等。